# Liste der Down-Beat-Poll-Sieger der 2010er Jahre
Dies ist eine Liste der Poll-Gewinner (Leser und Kritiker) der Zeitschrift Down Beat in den 2010er Jahren.

## 2010

### Kritiker-Poll
Rising Star in Klammern
- Hall of Fame: Muhal Richard Abrams
- Jazzmusiker des Jahres: Joe Lovano (Jazz Artist Rising Star Anat Cohen)
- Big Band: Maria Schneider Orchestra (Darcy James Argue)
- Jazz-Gruppe: Joe Lovano Us Five (Vijay Iyer Trio)
- Altsaxophon: Lee Konitz (Miguel Zenón)
- Tenorsaxophon: Joe Lovano (Marcus Strickland)
- Sopransaxophon: Wayne Shorter (Anat Cohen)
- Baritonsaxophon: Gary Smulyan (Claire Daly)
- Trompete: Dave Douglas (Jeremy Pelt)
- Posaune: Roswell Rudd (Luis Bonilla)
- Klarinette: Don Byron (Anat Cohen)
- Flöte: Nicole Mitchell, Lew Tabackin (Nicole Mitchell)
- Gitarre: Bill Frisell (Lionel Loueke)
- Bass, akustisch: Christian McBride (Esperanza Spalding)
- Bass, elektrisch: Steve Swallow (Stomu Takeishi)
- Schlagzeug: Roy Haynes (Eric Harland)
- Percussion: Hamid Drake (Susie Ibarra)
- Vibraphon: Gary Burton (Warren Wolf)
- Violine: Regina Carter (Jenny Scheinman)
- Orgel: Dr. Lonnie Smith (Gary Versace)
- Klavier: Keith Jarrett (Gerald Clayton)
- Electric Keyboard/Synthesizer: Uri Caine (Craig Taborn)
- Sonstige Instrumente: Béla Fleck (Banjo) (Edmar Castañeda, kolumbianische Harfe)
- Komponist/Arrangeur: Maria Schneider
- Männlicher Vokalkünstler: Kurt Elling (Sachal Vasandani)
- Weibliche Vokalkünstlerin: Cassandra Wilson (Roberta Gambarini)
- Produzent: Manfred Eicher (Branford Marsalis)
- Label: Edition of Contemporary Music
- Beyond-Künstler, -Gruppe: Neko Case
- Blues-Künstler, -Gruppe: Buddy Guy
- Jazz-Album des Jahres: Vijay Iyer Trio Historicity (ACT)
- Blues-Album des Jahres: Eric Bibb Booker’s Guitar (Telarc)
- Beyond-Album des Jahres: Béla Fleck Throw Down Your Heart (Rounder), Caetano Veloso Zii e Zie (Nonesuch)
- Historical Release: Ella Fitzgerald Twelve Nights in Hollywood (Hip-O-Select)

### Leser-Poll
- Hall of Fame: Chick Corea
- Jazzmusiker des Jahres: Chick Corea
- Jazz-Album des Jahres: Pat Metheny Orchestrion (Nonesuch)
- Blues-Album des Jahres: B. B. King Live in Africa 74 (Shout Factory)
- Beyond-Album des Jahres: Chick Corea/John McLaughlin Five Peace Band Live (Concord)
- Big Band: Maria Schneider Orchestra
- Jazz Group: Dave Brubeck Quartet
- Altsaxophon: Kenny Garrett
- Tenorsaxophon: Sonny Rollins
- Baritonsaxophon: James Carter
- Trompete: Wynton Marsalis
- Posaune: Robin Eubanks
- Klarinette: Anat Cohen
- Flöte: Hubert Laws
- Schlagzeug: Jack DeJohnette
- Percussion: Airto Moreira
- Violine: Regina Carter
- Akustischer Bass: Christian McBride
- Elektrischer Bass: Christian McBride
- Gitarre: Pat Metheny
- Klavier: Herbie Hancock
- Elektrisches Keyboard: Chick Corea
- Orgel: Joey DeFrancesco
- Sonstige Instrumente: Béla Fleck (Banjo)
- Arrangeur: Maria Schneider
- Label: Blue Note Records
- Männlicher Vokalkünstler: Bobby McFerrin
- Weibliche Vokalkünstlerin: Diana Krall
- Blues-Künstler/Gruppe: B. B. King
- Beyond-Künstler/Gruppe: Medeski, Martin & Wood

### Veterans Hall of Fame
- Baby Dodds, Chick Webb, Philly Joe Jones, Billy Eckstine

## 2011

### Kritiker-Poll
- Hall of Fame: Abbey Lincoln
- Jazzmusiker des Jahres: Jason Moran
- Jazz-Album des Jahres: Jason Moran 10 (Blue Note)
- Historische Veröffentlichung: Duke Ellington The Complete 1932-40 Brunswick, Columbia and Master Recordings of Duke Ellington and his famous Orchestra (Mosaic)
- Blues-Album des Jahres: Pinetop Perkins, Willie „Big Eyes“ Smith Joined at the Hip (Telarc)
- Beyond-Album des Jahres: Lizz Wright Fellowship (Verve Forecast)
- Big Band: Maria Schneider Orchestra
- Jazz-Gruppe: Joe Lovano Us Five
- Altsaxophon: Rudresh Mahanthappa
- Tenorsaxophon: Sonny Rollins
- Baritonsaxophon: Gary Smulyan
- Sopransaxophon: Dave Liebman
- Trompete: Dave Douglas
- Posaune: Steve Turre
- Klarinette: Don Byron
- Flöte: Nicole Mitchell
- Schlagzeug: Paul Motian
- Percussion: Cyro Baptista
- Vibraphon: Bobby Hutcherson
- Bass (akustisch): Dave Holland
- Bass (elektrisch): Christian McBride
- Violine: Regina Carter
- Gitarre: Bill Frisell
- Klavier: Jason Moran
- Orgel: Dr. Lonnie Smith
- Electric Keyboard: Craig Taborn
- Männlicher Vokalkünstler: Kurt Elling
- Weibliche Vokalkünstlerin: Cassandra Wilson
- Komponist: Maria Schneider
- Arrangeur: Maria Schneider
- Produzent: Michael Cuscuna
- Label: Sunnyside
- Blues-Künstler/Gruppe: Buddy Guy
- Beyond-Künstler/Gruppe: Carolina Chocolate Drops

### Kritiker Poll: Rising Star
- Jazzmusiker des Jahres: Ambrose Akinmusire
- Big Band: John Hollenbeck Large Ensemble
- Jazz-Gruppe: Vijay Iyer Trio
- Sopransaxophon: Anat Cohen
- Altsaxophon: Jon Irabagon
- Tenorsaxophon: J. D. Allen III
- Baritonsaxophon: Claire Daly
- Trompete: Ambrose Akinmusire
- Posaune: Luis Bonilla
- Klarinette: Ben Goldberg
- Flöte Nicole Mitchell
- Schlagzeug: Nasheet Waits
- Percussion: Cyro Baptista
- Vibraphon: Jason Adasiewicz
- Violine: Christian Howes
- Bass (akustisch): John Hébert
- Bass (elektrisch): Esperanza Spalding
- Gitarre: Mary Halvorson
- Klavier: Craig Taborn
- Orgel: Craig Taborn
- Electric Keyboard: Robert Glasper
- Sonstige Instrumente: Erik Friedlander (Cello)
- Männlicher Vokalkünstler: José James
- Weibliche Vokalkünstlerin: Gretchen Parlato
- Komponist: Darcy James Argue
- Arrangeur: Ted Nash
- Produzent: Greg Osby

### Leser-Poll
- Hall of Fame: Ahmad Jamal
- Jazzmusiker des Jahres: Esperanza Spalding
- Jazz-Album des Jahres: Brad Mehldau Live in Marciac (Nonesuch)
- Blues-Album des Jahres: Buddy Guy Living Proof (Silvertone/Jive)
- Historisches Album des Jahres: Miles Davis Bitches Brew: 40th anniversary collectors edition (Sony/Legacy)
- Beyond-Album des Jahres: Jeff Beck Emotion & Commotion (ATCO)
- Big Band: Maria Schneider Orchestra
- Jazz Group: Keith Jarrett – Gary Peacock – Jack DeJohnette
- Altsaxophon: Phil Woods
- Tenorsaxophon: Joshua Redman
- Baritonsaxophon: James Carter
- Sopransaxophon: Wayne Shorter
- Trompete: Wynton Marsalis
- Posaune: Robin Eubanks
- Klarinette: Anat Cohen
- Flöte: Hubert Laws
- Schlagzeug: Jack DeJohnette
- Percussion: Airto Moreira
- Vibraphon: Gary Burton
- Violine: Regina Carter
- Akustischer Bass: Christian McBride
- Elektrischer Bass: Marcus Miller
- Gitarre: Pat Metheny
- Klavier: Brad Mehldau
- Elektrisches Keyboard: Chick Corea
- Orgel: Joey DeFrancesco
- Sonstige Instrumente: Toots Thielemans (Harmonika)
- Komponist: Maria Schneider
- Arrangeur: Maria Schneider
- Label: Blue Note Records
- Männlicher Vokalkünstler: Kurt Elling
- Weibliche Vokalkünstlerin: Diana Krall
- Blues-Künstler/Gruppe: B. B. King
- Beyond-Künstler/Gruppe: Jeff Beck

### Veterans Hall of Fame
- Paul Chambers

## 2012

### Kritiker-Poll
- Hall of Fame: Paul Motian[1]
- Jazzmusiker des Jahres: Vijay Iyer
- Jazz-Album des Jahres: Vijay Iyer Trio Accelerando (ACT)
- Historische Veröffentlichung: Miles Davis Quintett Live in Europe 1967: The Bootleg Series Vol. 1 (Columbia/Legacy)
- Blues-Album des Jahres: Otis Taylor Otis Taylor’s Contraband (Telarc)
- Beyond-Album des Jahres: Robert Glasper Experiment Black Radio (Blue Note)
- Big Band: Maria Schneider Orchestra
- Jazz-Gruppe: Vijay Iyer Trio
- Altsaxophon: Rudresh Mahanthappa
- Tenorsaxophon: Sonny Rollins
- Baritonsaxophon: Gary Smulyan
- Sopransaxophon: Branford Marsalis
- Trompete: Ambrose Akinmusire
- Posaune: Wycliffe Gordon
- Klarinette: Anat Cohen
- Flöte: Nicole Mitchell
- Schlagzeug: Jack DeJohnette
- Percussion: Zakir Hussain
- Vibraphon: Bobby Hutcherson
- Bass (akustisch): Christian McBride
- Bass (elektrisch): Christian McBride
- Violine: Regina Carter
- Gitarre: Bill Frisell
- Klavier: Vijay Iyer
- Orgel: Joey DeFrancesco
- Keyboard: Herbie Hancock
- Diverse Instrumente: Béla Fleck (Banjo)
- Männlicher Vokalkünstler: Kurt Elling
- Weibliche Vokalkünstlerin: Cassandra Wilson
- Komponist: Maria Schneider
- Arrangeur: Maria Schneider
- Produzent: Manfred Eicher
- Label: ECM Records
- Blues-Künstler/Gruppe: Dr. John
- Beyond-Künstler/Gruppe: Robert Glasper Experiment

### Kritiker Poll: Rising Stars
- Jazzmusiker des Jahres: Robert Glasper
- Big Band: Darcy James Argue´s Secret Society
- Jazz-Gruppe: Robert Glasper Trio
- Sopransaxophon: Marcus Strickland
- Altsaxophon: David Binney
- Tenorsaxophon: Anat Cohen
- Baritonsaxophon: Greg Tardy
- Trompete: Avishai Cohen
- Posaune: Josh Roseman
- Klarinette: Evan Christopher
- Flöte Jamie Baum
- Schlagzeug: Marcus Gilmore
- Percussion: Dan Weiss
- Vibraphon: Chris Dingman
- Violine: Jason Kao Hwang
- Bass (akustisch): Linda Oh
- Bass (elektrisch): Derrick Hodge
- Gitarre: Julian Lage
- Klavier: Robert Glasper
- Orgel: Mike LeDonne
- Keyboard: Hiromi
- Sonstige Instrumente: Gary Versace (Akkordeon)
- Männlicher Vokalkünstler: Giacomo Gates
- Weibliche Vokalkünstlerin: René Marie
- Komponist: Vijay Iyer
- Arrangeur: John Hollenbeck
- Produzent: Jeff Gauthier

### Leser-Poll
- Jazzmusiker des Jahres: Esperanza Spalding[2]
- Jazz Album: Esperanza Spalding, Radio Music Society (Heads Up/Concord)
- Historisches Album: Miles Davis Quintet, Live in Europe 1967: The Bootleg Series Vol. 1 (Columbia/Legacy)
- Blues Album: Wynton Marsalis & Eric Clapton, Play the Blues: Live from Jazz at Lincoln Center (Reprise)
- Beyond Album: Robert Glasper Experiment, Black Radio (Blue Note)
- DownBeat Hall of Fame: Ron Carter
- Jazz Gruppe: Dave Brubeck Quartet
- Big Band: Maria Schneider Orchestra
- Trompete: Wynton Marsalis
- Posaune: Trombone Shorty
- Sopransaxophon: Wayne Shorter
- Altsaxophon: Kenny Garrett
- Tenorsaxophon: Sonny Rollins
- Baritonsaxophon: James Carter und Gary Smulyan (tie)
- Klarinette: Anat Cohen
- Flöte: Hubert Laws
- Klavier: Brad Mehldau
- Keyboard: Herbie Hancock
- Orgel: Joey DeFrancesco
- Gitarre: Pat Metheny
- Bass: Christian McBride
- Electric Bass: Stanley Clarke
- Violine: Regina Carter
- Schlagzeug: Jack DeJohnette
- Vibraphon: Gary Burton
- Percussion: Airto Moreira
- Miscellaneous Instrument: Toots Thielemans (harmonica)
- Männlicher Vokalkünstler: Kurt Elling
- Weiblicher Vokalkünstler: Diana Krall
- Komponist: Wayne Shorter
- Arrangeur: Maria Schneider
- Label: Blue Note Records
- Blues Künstler/Gruppe: B. B. King
- Beyond Künstler/Gruppe: Robert Glasper

### Veterans Hall of Fame
- Gene Ammons, Sonny Stitt

## 2013

### Kritiker-Poll
- Hall of Fame: Charlie Haden[3]
- Jazzmusiker des Jahres: Wayne Shorter
- Jazz-Album des Jahres: Wayne Shorter Quartet Without a Net (Blue Note)
- Historische Veröffentlichung: Miles Davis Live In Europe 1969: The Bootleg Series Vol. 2 (Columbia/Legacy)
- Blues-Album des Jahres: Dr. John Locked Down (Nonesuch)
- Beyond-Album des Jahres:José James No beginning No End (Blue Note)
- Big Band: Darcy James Argue Secret Society/Maria Schneider Orchestra
- Jazz-Gruppe: Wayne Shorter Quartet
- Altsaxophon: Rudresh Mahanthappa
- Tenorsaxophon: Joe Lovano
- Baritonsaxophon: Gary Smulyan
- Sopransaxophon: Wayne Shorter
- Trompete: Dave Douglas
- Posaune: Wycliffe Gordon
- Klarinette: Anat Cohen
- Flöte: Nicole Mitchell
- Schlagzeug: Jack DeJohnette
- Percussion: Cyro Baptista
- Vibraphon: Stefon Harris
- Bass (akustisch): Christian McBride
- Bass (elektrisch): Stanley Clarke
- Violine: Regina Carter
- Gitarre: Bill Frisell
- Klavier: Jason Moran
- Orgel: Joey DeFrancesco
- Keyboard: Robert Glasper
- Diverse Instrumente: Béla Fleck (Banjo)
- Männlicher Vokalkünstler: Kurt Elling
- Weibliche Vokalkünstlerin: Cassandra Wilson
- Komponist: Wadada Leo Smith
- Arrangeur: Darcy James Argue
- Produzent: Manfred Eicher
- Label: ECM
- Blues-Künstler/Gruppe: Dr. John
- Beyond-Künstler/Gruppe: Robert Glasper Experiment

### Kritiker Poll: Rising Stars
- Jazzmusiker des Jahres: Gregory Porter
- Big Band: Orrin Evans Captain Black Big Band
- Jazz-Gruppe: Ambrose Akinmusire
- Sopransaxophon: Anat Cohen
- Altsaxophon: Tia Fuller
- Tenorsaxophon: Jon Irabagon
- Baritonsaxophon: Vinny Golia
- Trompete: Christian Scott
- Posaune: Trombone Shorty
- Klarinette: Ben Goldberg
- Flöte: Tia Fuller
- Schlagzeug: Gerald Cleaver
- Percussion: Dan Weiss
- Vibraphon: Jason Marsalis
- Violine: Zach Brock
- Bass (akustisch): Ben Williams
- Bass (elektrisch): Derrick Hodge
- Gitarre: Rez Abbasi
- Klavier: Gerald Clayton
- Orgel: Jared Gold
- Keyboard: Jason Lindner
- Sonstige Instrumente: Toumani Diabaté (kora)
- Männlicher Vokalkünstler: Gregory Porter
- Weibliche Vokalkünstlerin: Karrin Allyson
- Komponist: Robert Glasper
- Arrangeur: John Hollenbeck
- Produzent: Robert Glasper

### Leser-Poll
- Hall of Fame: Pat Metheny
- Jazzmusiker des Jahres: Wayne Shorter
- Jazz-Album des Jahres: Wayne Shorter Without A Net (Blue Note)
- Historisches Album: Miles Davis Quintet Live in Europe 1969: The Bootleg Series Vol. 2, Columbia/Legacy
- Blues-Album des Jahres: Dr. John Knocked Down (Nonesuch)
- Beyond-Album des Jahres: Donald Fagen Sunken Condos (Reprise)
- Big Band: Jazz at the Lincoln Center Orchestra
- Jazz Group: Wayne Shorter Quartet
- Altsaxophon: Kenny Garrett
- Tenorsaxophon: Sonny Rollins
- Baritonsaxophon: Gary Smulyan
- Trompete: Wynton Marsalis
- Posaune: Trombone Shorty
- Klarinette: Anat Cohen
- Flöte: Hubert Laws
- Schlagzeug: Jack DeJohnette
- Percussion: Poncho Sanchez
- Violine: Regina Carter
- Akustischer Bass: Christian McBride
- Elektrischer Bass: Stanley Clarke
- Gitarre: Pat Metheny
- Klavier: Keith Jarrett
- Elektrisches Keyboard: Herbie Hancock
- Orgel: Joey DeFrancesco
- Vibraphon: Gary Burton
- Sonstige Instrumente: Béla Fleck (Banjo)
- Arrangeur: Maria Schneider
- Label: Blue Note Records
- Männlicher Vokalkünstler: Kurt Elling
- Weibliche Vokalkünstlerin: Diana Krall
- Komponist: Wayne Shorter
- Blues-Künstler/Gruppe: B. B. King
- Beyond-Künstler/Gruppe: Robert Glasper Experiment

### Veterans Hall of Fame
- Robert Johnson

## 2014

### Kritiker-Poll
- Hall of Fame: Jim Hall[4]
- Jazzmusiker des Jahres: Gregory Porter
- Jazz-Album des Jahres: Cécile McLorin Salvant WomanChild (Mack Avenue)
- Historische Veröffentlichung: Miles Davis: Miles At The Fillmore–Miles Davis 1970: The Bootleg Series Vol. 3 (Columbia/Legacy).
- Blues-Album des Jahres: Buddy Guy, Rhythm & Blues (RCA/Silvertone)
- Beyond-Album des Jahres: Robert Glasper Experiment: Black Radio 2 (Blue Note)
- Big Band: Maria Schneider Orchestra
- Jazz-Gruppe: Wayne Shorter Quartet
- Altsaxophon: Kenny Garrett
- Tenorsaxophon: Joe Lovano
- Baritonsaxophon: Gary Smulyan
- Sopransaxophon: Jane Ira Bloom
- Trompete: Ambrose Akinmusire
- Posaune: Wycliffe Gordon
- Klarinette: Anat Cohen
- Flöte: Nicole Mitchell
- Schlagzeug: Jack DeJohnette
- Percussion: Hamid Drake
- Vibraphon: Gary Burton
- Bass (akustisch): Christian McBride
- Bass (elektrisch): Stanley Clarke
- Violine: Regina Carter
- Gitarre: Bill Frisell
- Klavier: Vijay Iyer
- Orgel: Dr. Lonnie Smith
- Keyboard: Robert Glasper
- Diverse Instrumente: Béla Fleck (Banjo)
- Männlicher Vokalkünstler: Gregory Porter
- Weibliche Vokalkünstlerin: Cécile McLorin Salvant
- Komponist: Maria Schneider
- Arrangeur: Maria Schneider
- Produzent: Manfred Eicher
- Label: ECM
- Blues-Künstler/Gruppe: Buddy Guy
- Beyond-Künstler/Gruppe: Robert Glasper Experiment

### Kritiker Poll: Rising Stars
- Jazzmusiker des Jahres: Cécile McLorin Salvant
- Big Band: Ryan Truesdell Gil Evans Project
- Jazz-Gruppe: 3 Cohens (Yuval Cohen, Anat Cohen, Avishai Cohen)
- Sopransaxophon: Tia Fuller
- Altsaxophon: Jaleel Shaw
- Tenorsaxophon: Wayne Escoffery
- Baritonsaxophon: Colin Stetson
- Trompete: Jonathan Finlayson
- Posaune: Vincent Gardner
- Klarinette: David Krakauer
- Flöte: Holly Hofmann
- Schlagzeug: Rudy Royston
- Percussion: Pedrito Martínez
- Vibraphon: Matt Moran
- Violine: Eyvind Kang
- Bass (akustisch): Avishai Cohen
- Bass (elektrisch): Derrick Hodge
- Gitarre: Peter Bernstein
- Klavier: Fabian Almazan
- Orgel: Brian Charette
- Keyboard: Marc Cary
- Sonstige Instrumente: Wycliffe Gordon (Tuba)
- Männlicher Vokalkünstler: Gregory Porter
- Weibliche Vokalkünstlerin: Cécile McLorin Salvant
- Komponist: Ben Allison
- Arrangeur: Ryan Truesdell
- Produzent: Terri Lyne Carrington

### Leser-Poll
- Hall of Fame: B. B. King[5]
- Jazzmusiker des Jahres: Chick Corea
- Jazz-Album des Jahres: Pat Metheny Unity Group: Kin (Nonesuch)
- Historisches Album: Miles Davis: Miles At The Fillmore—Miles Davis 1970: The Bootleg Series Vol. 3 (Columbia/Legacy).
- Blues-Album des Jahres: Buddy Guy: Rhythm & Blues (RCA/Silvertone)
- Beyond-Album des Jahres: Robert Glasper Experience: Black Radio 2 (Blue Note)
- Big Band: Jazz at Lincoln Center Orchestra
- Jazz Group: Pat Metheny Unity Group
- Altsaxophon: Kenny Garrett
- Tenorsaxophon: Chris Potter
- Baritonsaxophon: Gary Smulyan
- Trompete: Wynton Marsalis
- Posaune: Trombone Shorty
- Klarinette: Anat Cohen
- Flöte: Hubert Laws
- Schlagzeug: Jack DeJohnette
- Percussion: Poncho Sanchez
- Violine: Regina Carter
- Akustischer Bass: Charlie Haden
- Elektrischer Bass: Stanley Clarke
- Gitarre: Pat Metheny
- Klavier: Herbie Hancock
- Elektrisches Keyboard: Herbie Hancock
- Orgel: Joey DeFrancesco
- Vibraphon: Gary Burton
- Sonstige Instrumente: Béla Fleck (Banjo)
- Arrangeur: Maria Schneider
- Label: Blue Note
- Männlicher Vokalkünstler: Gregory Porter
- Weibliche Vokalkünstlerin: Diana Krall
- Komponist: Maria Schneider
- Blues-Künstler/Gruppe: B. B. King
- Beyond-Künstler/Gruppe: Robert Glasper Experience

### Veterans Hall of Fame
- Dinah Washington, Bing Crosby

## 2015

### Kritiker-Poll
- Hall of Fame: Lee Konitz[6]
- Jazzmusiker des Jahres: Vijay Iyer
- Jazz-Album des Jahres: Rudresh Mahanthappa Bird Calls (ACT)
- Historische Veröffentlichung: John Coltrane: Live at Temple University (Impulse/Resonance).
- Blues-Album des Jahres: Gary Clark Jr., Live (Warner Brothers)
- Beyond-Album des Jahres: D’Angelo and The Vanguard, Black Messiah (RCA)
- Big Band: Darcy James Argue’s Secret Society
- Jazz-Gruppe: Vijay Iyer Trio
- Altsaxophon: Rudresh Mahanthappa
- Tenorsaxophon: Joe Lovano
- Baritonsaxophon: Gary Smulyan
- Sopransaxophon: Wayne Shorter
- Trompete: Ambrose Akinmusire
- Posaune: Steve Turre
- Klarinette: Anat Cohen
- Flöte: Nicole Mitchell
- Schlagzeug: Brian Blade
- Percussion: Zakir Hussain
- Vibraphon: Gary Burton
- Bass (akustisch): Christian McBride
- Bass (elektrisch): Stanley Clarke
- Violine: Regina Carter
- Gitarre: Bill Frisell
- Klavier: Kenny Barron
- Orgel: Joey DeFrancesco
- Keyboard: Robert Glasper
- Diverse Instrumente: Erik Friedlander (Cello)
- Männlicher Vokalkünstler: Gregory Porter
- Weibliche Vokalkünstlerin: Cécile McLorin Salvant
- Komponist: Maria Schneider
- Arrangeur: Maria Schneider
- Produzent: Manfred Eicher
- Label: ECM
- Blues-Künstler/Gruppe: Buddy Guy, Gary Clark Jr. (unentschieden)
- Beyond-Künstler/Gruppe: D’Angelo

### Kritiker Poll: Rising Stars
- Jazzmusiker des Jahres: Steve Lehman
- Big Band: Jason Lindner Big Band
- Jazz-Gruppe: The Cookers (Billy Harper, Cecil McBee, George Cables, Eddie Henderson, Billy Hart, David Weiss, Donald Harrison)
- Sopransaxophon: Ingrid Laubrock
- Altsaxophon: Steve Lehman
- Tenorsaxophon: Melissa Aldana
- Baritonsaxophon: Chris Cheek, Brian Landrus (unentschieden)
- Trompete: Kirk Knuffke
- Posaune: Ryan Keberle
- Klarinette: Chris Speed
- Flöte: Erica von Kleist
- Schlagzeug: Tyshawn Sorey
- Percussion: Giovanni Hidalgo
- Vibraphon: Bryan Carrott
- Violine: Carla Kihlstedt
- Bass (akustisch): Ben Williams
- Bass (elektrisch): Tarus Mateen
- Gitarre: Michael Blum
- Klavier: David Virelles
- Orgel: Jamie Saft
- Keyboard: George Colligan, Jamie Saft (unentschieden)
- Sonstige Instrumente: Anouar Brahem (Oud)
- Männlicher Vokalkünstler: Allan Harris
- Weibliche Vokalkünstlerin: Cyrille Aimée
- Komponist: Rudresh Mahanthappa
- Arrangeur: Arturo O’Farrill
- Produzent: Dave Douglas

### Leser-Poll
- Hall of Fame: Tony Bennett
- Jazzmusiker des Jahres: Chick Corea
- Jazz-Album des Jahres: Chick Corea Trio Trilogy (Stretch/Concord)
- Historisches Album: Wayne Shorter Speak No Evil, Blue Note
- Blues-Album des Jahres: Eric Clapton and Friends: The Breeze: An Appreciation of JJ Cale (Bushbranch/Surfdog)
- Beyond-Album des Jahres: D’Angelo Black Messiah (RCA)
- Big Band: Jazz at the Lincoln Center Orchestra
- Jazz Group: Snarky Puppy
- Altsaxophon: Ornette Coleman
- Tenorsaxophon: Chris Potter
- Baritonsaxophon: Gary Smulyan
- Trompete: Wynton Marsalis
- Posaune: Trombone Shorty
- Klarinette: Anat Cohen
- Flöte: Hubert Laws
- Schlagzeug: Jack DeJohnette
- Percussion: Poncho Sanchez
- Violine: Regina Carter
- Akustischer Bass: Christian McBride
- Elektrischer Bass: Stanley Clarke
- Gitarre: Pat Metheny
- Klavier: Herbie Hancock
- Elektrisches Keyboard: Herbie Hancock
- Orgel: Joey DeFrancesco
- Vibraphon: Gary Burton
- Sonstige Instrumente: Béla Fleck (Banjo)
- Arrangeur: Maria Schneider
- Label: Blue Note Records
- Männlicher Vokalkünstler: Tony Bennett
- Weibliche Vokalkünstlerin: Diana Krall
- Komponist: Maria Schneider
- Blues-Künstler/Gruppe: B. B. King
- Beyond-Künstler/Gruppe: Jeff Beck

### Veterans Hall of Fame
- Muddy Waters

## 2016

### Kritiker-Poll
- Hall of Fame: Randy Weston
- Jazz-Künstler: Vijay Iyer
- Jazz Album: Kamasi Washington, The Epic (Brainfeeder)
- Historisches Album: Miles Davis, Miles Davis at Newport 1955–1975: The Bootleg Series Vol. 4 (Sony Legacy)
- Jazz Gruppe: Charles Lloyd Quartet
- Big Band: Maria Schneider Orchestra
- Trompete: Ambrose Akinmusire
- Posaune: Wycliffe Gordon
- Sopransaxophon: Wayne Shorter
- Altsaxophon: Rudresh Mahanthappa
- Tenorsaxophon: Joe Lovano
- Baritonsaxophon: Gary Smulyan
- Klarinette: Anat Cohen
- Flöte: Nicole Mitchell
- Piano: Kenny Barron
- Keyboard: Robert Glasper
- Orgel (unentschieden): Joey DeFrancesco und Dr. Lonnie Smith
- Gitarre: Bill Frisell
- Bass: Christian McBride
- E-Bass: Marcus Miller
- Violine: Regina Carter
- Schlagzeug: Jack DeJohnette
- Percussion: Hamid Drake
- Vibraphon: Gary Burton
- Verschiedene Instrumente: Béla Fleck (Banjo)
- Sängerin: Cécile McLorin Salvant
- Sänger: Gregory Porter
- Komponist: Maria Schneider
- Arrangeur: Maria Schneider
- Label: ECM
- Produzent: Manfred Eicher
- Bluesmusiker oder Gruppe: Buddy Guy
- Blues Album: Buddy Guy, Born to Play Guitar (RCA)
- Beyond Artist or Group: David Bowie
- Beyond Album: David Bowie, Blackstar (Columbia)

### Kritiker Poll: Rising Star
- Rising Star–Jazz Artist: Kamasi Washington
- Rising Star–Jazz Group: J. D. Allen Trio
- Rising Star–Big Band: Christine Jensen Jazz Orchestra
- Rising Star–Trompete: Marquis Hill
- Rising Star–Posaune: Michael Dease
- Rising Star–Sopransaxophon: Donny McCaslin
- Rising Star–Altsaxophon: Grace Kelly
- Rising Star–Tenorsaxophon: Kamasi Washington
- Rising Star–Baritonsaxophon: Lisa Parrott
- Rising Star–Klarinette: Oran Etkin
- Rising Star–Flöte: Elena Pinderhughes
- Rising Star–Piano: Joey Alexander
- Rising Star–Keyboard (unentschieden): Nik Bärtsch und Sam Yahel
- Rising Star–Orgel: Pat Bianchi
- Rising Star–Gitarre: Liberty Ellman
- Rising Star–Bass: Luques Curtis
- Rising Star–E-Bass: Tim Lefebvre
- Rising Star–Violine: Mads Tolling
- Rising Star–Drums (unentschieden): Mark Guiliana und Kendrick Scott
- Rising Star–Percussion: Ches Smith
- Rising Star–Vibraphon: Khan Jamal
- Rising Star–selten gespieltes Instrument: Omer Avital (Oud)
- Rising Star–Sängerin: Kate McGarry
- Rising Star–Sänger: Ku-umba Frank Lacy
- Rising Star–Komponist: Christian Scott aTunde Adjuah
- Rising Star–Arrangeur: Christine Jensen
- Rising Star–Produzent: Zev Feldman[7]

### Leser-Poll
- Hall of Fame: Phil Woods
- Jazz Artist: Kamasi Washington
- Big Band: Jazz at Lincoln Center Orchestra
- Jazz Album: Maria Schneider Orchestra, The Thompson Fields (Artistshare)
- Historisches Album: John Coltrane, A love supreme. The complete masters (Impulse)
- Trompete: Wynton Marsalis
- Posaune: Trombone Shorty
- Sopransaxophon: Wayne Shorter
- Tenorsaxophon: Chris Potter
- Altsaxophon: Phil Woods
- Baritonsaxophon: James Carter
- Klarinette: Anat Cohen
- Flöte: Hubert Laws
- Piano: Chick Corea
- Keyboard: Chick Corea
- Orgel: Joey DeFrancesco
- Gitarre: Pat Metheny
- Bass: Christian McBride
- Electric Bass: Marcus Miller
- Vibraphon: Gary Burton
- Violine: Regina Carter
- Schlagzeug: Jack DeJohnette
- Percussion: Poncho Sanchez
- Verschiedene Instrumente: Béla Fleck (Banjo)[8]
- Sänger: Gregory Porter
- Sängerin: Diana Krall
- Komponist: Maria Schneider
- Arrangeur: Maria Schneider
- Label: Blue Note Records
- Blues Artist/Group: Buddy Guy
- Blues Album: Buddy Guy, Born to play guitar (RCA)
- Beyond Artist/Group: David Bowie
- Beyond Album: David Bowie, Blackstar (Columbia)

### Veterans Hall of Fame
- Hoagy Carmichael

## 2017

### Kritiker-Poll
- Hall of Fame: Don Cherry[9]
- Jazz-Künstler: Wadada Leo Smith
- Jazz Album: Wadada Leo Smith, America’s National Parks (Cuneiform)
- Historisches Album: Bill Evans, Some Other Time: The Lost Session from the Black Forest (Resonance)
- Jazz Gruppe: Charles Lloyd and the Marvels
- Big Band: Maria Schneider Orchestra
- Trompete: Wadada Leo Smith
- Posaune: Steve Turre
- Sopransaxophon: Jane Ira Bloom
- Altsaxophon: Rudresh Mahanthappa
- Tenorsaxophon: Charles Lloyd
- Baritonsaxophon: Gary Smulyan
- Klarinette: Anat Cohen
- Flöte: Nicole Mitchell
- Piano: Kenny Barron
- Keyboard: Robert Glasper
- Orgel: Joey DeFrancesco
- Gitarre: Mary Halvorson
- Bass: Christian McBride
- E-Bass: Stanley Clarke
- Violine: Regina Carter
- Schlagzeug: Jack DeJohnette
- Percussion: Hamid Drake
- Vibraphon: Stefon Harris
- Verschiedene Instrumente: Béla Fleck (Banjo)
- Sängerin: Cécile McLorin Salvant
- Sänger: Gregory Porter
- Komponist: Maria Schneider
- Arrangeur: Maria Schneider
- Label: ECM
- Produzent: Manfred Eicher
- Bluesmusiker oder Gruppe: Buddy Guy
- Blues Album: David Bromberg Band, The Blues, The Whole Blues And Nothing But The Blues (Red House Records)
- Beyond Artist or Group: Leonard Cohen
- Beyond Album: Allen Toussaint, American Tunes (Nonesuch)

### Kritiker Poll: Rising Star
- Rising Star–Jazz Artist: Mary Halvorson
- Rising Star–Jazz Group: Mary Halvorson Trio
- Rising Star–Big Band: Michael Formanek Ensemble Colossus
- Rising Star–Trompete: Taylor Ho Bynum
- Rising Star–Posaune: Marshall Gilkes
- Rising Star–Sopransaxophon: Christine Jensen
- Rising Star–Altsaxophon: Matana Roberts
- Rising Star–Tenorsaxophon: Noah Preminger
- Rising Star–Baritonsaxophon: Dave Rempis
- Rising Star–Klarinette: Oscar Noriega
- Rising Star–Flöte: Kali Z. Fasteau
- Rising Star–Piano: Kris Davis
- Rising Star–Keyboard: Kris Bowers
- Rising Star–Orgel: Wil Blades
- Rising Star–Gitarre: Gilad Hekselman
- Rising Star–Bass: Eric Revis
- Rising Star–E-Bass: Thundercat
- Rising Star–Violine: Sara Caswell
- Rising Star–Drums: Jeff Ballard
- Rising Star–Percussion: Sunny Jain
- Rising Star–Vibraphon: Cecilia Smith
- Rising Star–selten gespieltes Instrument: Akua Dixon (Cello)
- Rising Star–Sängerin: Jen Shyu, Becca Stevens
- Rising Star–Sänger: John Boutté
- Rising Star–Komponist: Mary Halvorson
- Rising Star–Arrangeur: Esperanza Spalding
- Rising Star–Produzent: Christian McBride

### Leser-Poll
- Hall of Fame: Wynton Marsalis[10]
- Jazz Artist: Chick Corea
- Jazz Group: Snarky Puppy
- Big Band: Maria Schneider Orchestra
- Jazz Album: Diana Krall, Turn Up the Quiet (Verve)
- Historical Album: Bill Evans Trio, On a Monday Evening (Fantasy)
- Trompete: Wynton Marsalis
- Posaune: Trombone Shorty
- Sopransaxophon: Wayne Shorter
- Tenorsaxophon: Chris Potter
- Altsaxophon: Kenny Garrett
- Baritonsaxophon: James Carter
- Klarinette: Anat Cohen
- Flöte: Hubert Laws
- Piano: Herbie Hancock
- Keyboard: Herbie Hancock
- Orgel: Joey DeFrancesco
- Gitarre: Pat Metheny
- Bass: Christian McBride
- Electric Bass: Stanley Clarke
- Vibraphon: Gary Burton
- Violine: Regina Carter
- Schlagzeug: Jack DeJohnette
- Percussion: Sheila E.
- Verschiedene Instrumente: Béla Fleck (Banjo)
- Sänger: Gregory Porter
- Sängerin: Diana Krall
- Komponist: Maria Schneider
- Arrangeur: Maria Schneider
- Label: Blue Note Records
- Blues Artist/Group: Buddy Guy
- Blues Album: Taj Mahal & Keb’ Mo’: Tajmo (Concord)
- Beyond Artist/Group: Jeff Beck
- Beyond Album: Leonard Cohen, You Want It Darker (Columbia)

### Veterans Hall of Fame
- Herbie Nichols, George Gershwin, Eubie Blake

## 2018

### Kritiker-Poll
- Hall of Fame: Benny Golson[11]
- Jazz-Künstler: Vijay Iyer
- Jazz Album: Cécile McLorin Salvant, Dreams And Daggers (Mack Avenue)
- Historisches Album: Miles Davis, John Coltrane, The Final Tour: The Bootleg Series, Vol. 6 (Columbia/Legacy)
- Jazz Gruppe: Vijay Iyer Sextet
- Big Band: Maria Schneider Orchestra
- Trompete: Ambrose Akinmusire
- Posaune: Wycliffe Gordon
- Sopransaxophon: Jane Ira Bloom
- Altsaxophon: Rudresh Mahanthappa
- Tenorsaxophon: Charles Lloyd
- Baritonsaxophon: Gary Smulyan
- Klarinette: Anat Cohen
- Flöte: Nicole Mitchell
- Piano: Geri Allen
- Keyboard: Robert Glasper
- Orgel: Dr. Lonnie Smith
- Gitarre: Mary Halvorson
- Bass: Christian McBride
- E-Bass: Stanley Clarke
- Violine: Regina Carter
- Schlagzeug: Jack DeJohnette
- Percussion: Hamid Drake
- Vibraphon: Stefon Harris
- Verschiedene Instrumente: Akua Dixon (Cello)
- Sängerin: Cécile McLorin Salvant
- Sänger: Kurt Elling
- Komponist: Muhal Richard Abrams
- Arrangeur: Maria Schneider
- Label: ECM
- Produzent: Manfred Eicher
- Bluesmusiker oder Gruppe: Bettye LaVette
- Blues Album: Taj Mahal,  Keb’ Mo’, TajMo (Concord)
- Beyond Artist or Group: Kendrick Lamar
- Beyond Album: Kendrick Lamar, Damn. (Interscope/Top Dawg Entertainment)

### Kritiker Poll: Rising Star
- Rising Star–Jazz Artist: Kris Davis, Julian Lage (unentschieden)
- Rising Star–Jazz Group: Nicole Mitchell’s Black Earth Ensemble
- Rising Star–Big Band: John Beasley’s MONK’estra
- Rising Star–Trompete: Amir ElSaffar
- Rising Star–Posaune: Jacob Garchik
- Rising Star–Sopransaxophon: Jimmy Greene
- Rising Star–Altsaxophon: Caroline Davis
- Rising Star–Tenorsaxophon: Ingrid Laubrock
- Rising Star–Baritonsaxophon: Alex Harding
- Rising Star–Klarinette: Matana Roberts
- Rising Star–Flöte: Rhonda Larson
- Rising Star–Piano: Orrin Evans
- Rising Star–Keyboard: Elion Villafranca
- Rising Star–Orgel: Roberta Piket
- Rising Star–Gitarre: Jakob Bro
- Rising Star–Bass: Thomas Morgan
- Rising Star–E-Bass: Mimi Jones
- Rising Star–Violine: Scott Tixier
- Rising Star–Drums: Johnathan Blake
- Rising Star–Percussion: Satoshi Takeishi
- Rising Star–Vibraphon: Behn Gillece
- Rising Star–selten gespieltes Instrument: Tomeka Reid (Cello)
- Rising Star–Sängerin: Jazzmeia Horn
- Rising Star–Sänger: Jamison Ross
- Rising Star–Komponist: Tyshawn Sorey
- Rising Star–Arrangeur: Amir ElSaffar
- Rising Star–Produzent: Flying Lotus

### Leser-Poll
- Hall of Fame: Ray Charles[12]
- Jazz Artist: Chick Corea
- Jazz Group: Snarky Puppy
- Big Band: Count Basie Orchestra
- Jazz Album: Chick Corea, Steve Gadd Chinese Butterfly (Stretch/Concord)
- Historisches Album: Miles Davis & John Coltrane: The Final Tour: The Bootleg Series, Vol. 6
- Trompete: Wynton Marsalis
- Posaune: Trombone Shorty
- Sopransaxophon: Wayne Shorter
- Tenorsaxophon: Wayne Shorter
- Altsaxophon: Kenny Garrett
- Baritonsaxophon: Gary Smulyan
- Klarinette: Anat Cohen
- Flöte: Hubert Laws
- Piano: Herbie Hancock
- Keyboard:  Herbie Hancock
- Orgel: Joey DeFrancesco
- Gitarre: Pat Metheny
- Bass: Christian McBride
- Electric Bass: Stanley Clarke
- Vibraphon: Stefon Harris
- Violine: Regina Carter
- Schlagzeug: Jack DeJohnette
- Percussion: Sheila E.
- Verschiedene Instrumente: Béla Fleck (Banjo)
- Sänger: Kurt Elling
- Sängerin: Diana Krall
- Komponist:  Maria Schneider
- Arrangeur: Maria Schneider
- Label: Blue Note Records
- Blues Artist/Group: Buddy Guy
- Blues Album: Gregg Allman: Southern Blood (Rounder)
- Beyond Artist/Group: Jeff Beck
- Beyond Album: Lizz Wright: Grace (Concord)

### Veterans Hall of Fame
- Marian McPartland

## 2019

### Kritiker-Poll
- Hall of Fame: Scott LaFaro[13]
- Jazz-Künstler: Cécile McLorin Salvant
- Jazz Album: Wayne Shorter: Emanon (Blue Note)
- Historisches Album: John Coltrane, Both Directions at Once: The Lost Album (Impulse!)
- Jazz Gruppe: Fred Hersch Trio
- Big Band: Maria Schneider Orchestra
- Trompete: Ambrose Akinmusire
- Posaune: Steve Turre
- Sopransaxophon: Jane Ira Bloom
- Altsaxophon: Miguel Zenón
- Tenorsaxophon: Joe Lovano
- Baritonsaxophon: Gary Smulyan
- Klarinette: Anat Cohen
- Flöte: Nicole Mitchell
- Piano: Kenny Barron
- Keyboard: Robert Glasper
- Orgel: Joey DeFrancesco
- Gitarre: Mary Halvorson
- Bass: Christian McBride
- E-Bass: Steve Swallow
- Violine: Regina Carter
- Schlagzeug: Brian Blade
- Percussion: Hamid Drake
- Vibraphon: Stefon Harris
- Verschiedene Instrumente: Tomeka Reid (Cello)
- Sängerin: Cécile McLorin Salvant
- Sänger: Kurt Elling
- Komponist: Maria Schneider
- Arrangeur: Maria Schneider
- Label: ECM
- Produzent: Manfred Eicher
- Bluesmusiker oder Gruppe: Buddy Guy
- Blues Album: Buddy Guy: The Blues Is Alive And Well (RCA)
- Beyond Artist or Group: Rhiannon Giddens
- Beyond Album: Van Morrison & Joey DeFrancesco: You’re Driving Me Crazy (Legacy)

### Kritiker Poll: Rising Star
- Rising Star–Jazz Artist: Sullivan Fortner
- Rising Star–Jazz Group: Sons of Kemet
- Rising Star–Big Band: Anat Cohen Tentet
- Rising Star–Trompete: Adam O’Farrill
- Rising Star–Posaune: Natalie Cressman
- Rising Star–Sopransaxophon: Tineke Postma
- Rising Star–Altsaxophon: Darius Jones
- Rising Star–Tenorsaxophon: Dayna Stephens
- Rising Star–Baritonsaxophon: Lauren Sevian
- Rising Star–Klarinette: Shabaka Hutchings
- Rising Star–Flöte: Orlando „Maraca“ Valle
- Rising Star–Piano: Sullivan Fortner
- Rising Star–Keyboard: Kit Downes
- Rising Star–Orgel: Kit Downes
- Rising Star–Gitarre: Miles Okazaki
- Rising Star–Bass: Dezron Douglas
- Rising Star–E-Bass: Felix Pastorius
- Rising Star–Violine: Aaron Weinstein
- Rising Star–Drums: Allison Miller
- Rising Star–Percussion: Warren Smith
- Rising Star–Vibraphon: Joel Ross
- Rising Star–selten gespieltes Instrument: Theon Cross (Tuba)
- Rising Star–Sängerin: Sara Serpa
- Rising Star–Sänger: Jacob Collier
- Rising Star–Komponist: Kamasi Washington
- Rising Star–Arrangeur: Kamasi Washington
- Rising Star–Produzent: Ambrose Akinmusire

### Leser-Poll
- Hall of Fame: Hank Mobley
- Jazz Artist: Wayne Shorter
- Jazz Group: Snarky Puppy
- Big Band: Maria Schneider Orchestra
- Jazz Album: Wayne Shorter: Emanon (Blue Note)
- Historical Album: John Coltrane: Both Directions at Once: The Lost Album (Impulse!)
- Trompete: Roy Hargrove
- Posaune: Trombone Shorty
- Sopransaxophon: Wayne Shorter
- Tenorsaxophon: Chris Potter
- Altsaxophon: Kenny Garrett
- Baritonsaxophon: Gary Smulyan
- Klarinette: Anat Cohen
- Flöte: Hubert Laws
- Piano: Herbie Hancock
- Keyboard:  Herbie Hancock
- Orgel: Joey DeFrancesco
- Gitarre: Pat Metheny
- Bass: Christian McBride
- Electric Bass: Marcus Miller
- Vibraphon: Stefon Harris
- Violine: Regina Carter
- Schlagzeug: Jack DeJohnette, Brian Blade (unentschieden)
- Percussion: Poncho Sanchez
- Verschiedene Instrumente: Béla Fleck (Banjo)
- Sänger: Kurt Elling
- Sängerin: Cécile McLorin Salvant
- Komponist:  Maria Schneider
- Arrangeur: Maria Schneider
- Label: Blue Note Records
- Blues Artist/Group: Buddy Guy
- Blues Album: Buddy Guy: The Blues Is Alive and Well (RCA)
- Beyond Artist/Group: Dr. John
- Beyond Album: George Benson: Walking To New Orleans: Remembering Chuck Berry And Fats Domino (Provogue)

### Veterans Hall of Fame
- Nina Simone, Joe Williams